# Mia Werner
Mia Werner (* 5. August 2005 in Zwickau) ist eine deutsche Fußballspielerin, die seit 2017 für RB Leipzig spielt.

## Karriere

### Vereine
Gemeinsam mit ihrer Zwillingsschwester Zoé begann Werner das Fußballspielen im Sommer 2014 beim Mädchen- und Frauenfußballverein DFC Westsachsen Zwickau. 2017 wechselte sie zu RB Leipzig; dort durchlief sie zunächst im Nachwuchsbereich die Altersklassen der C- und B-Juniorinnen und rückte dann zur Saison 2021/22 in die zweite Frauenmannschaft auf. Im Vorfeld der Saison 2022/23 erhielt sie einen Profivertrag und rückte in die erste Frauenmannschaft auf, mit der ihr in dieser Spielzeit der Gewinn der Meisterschaft in der 2. Bundesliga und damit der Aufstieg in die Bundesliga gelang. Ihr Erstligadebüt hatte sie am 11. November 2023 (7. Spieltag) bei der 0:5-Heimniederlage gegen Werder Bremen durch Einwechslung für Lydia Andrade in der 64. Spielminute.

### Auswahl-/Nationalmannschaft
Werner nahm für den Sächsischen Fußball-Verband in den Jahren 2018 und 2019 am DFB-Länderpokal in der Altersklasse U14 teil. An der Sportschule Wedau in Duisburg kam sie dabei in acht Spielen zum Einsatz.
Ihr Debüt in der U-17-Nationalmannschaft gab sie am 14. September 2021 in Borås beim Freundschaftsspiel gegen Schweden, das mit 5:1 gewonnen wurde. Ihr zweites Länderspiel absolvierte sie exakt zwei Monate später: In Albufeira wurde sie im letzten Gruppenspiel der Qualifikationsrunde zur Europameisterschaft 2022 in der 58. Minute eingewechselt; gegen Finnland erzielte sie in der Nachspielzeit das Tor zum 5:0-Endstand.

### Erfolge
- Meister 2. Bundesliga: 2023 (mit RB Leipzig)
- Sachsenpokal-Sieger: 2025 (mit RB Leipzig II)

## Persönliches
Werner besucht seit 2018 das Landesgymnasium für Sport Leipzig.
Bevor sie zum Fußball wechselte, betrieb sie mit ihrer Schwester ein Jahr lang Synchronschwimmen beim SV Zwickau 04.